# Гірницьке (Криворізький район)
Гірни́цьке — селище в Україні, в Криворізькому районі Дніпропетровської області. Входить до складу Криворізької міської громади. До 2020 року знаходилось у Тернівському районі міста Кривого Рогу. Населення становить 529 осіб. Відстань до райцентру становить близько 25 км і проходить автошляхом Т 0434.

## Географія
Селище Гірницьке знаходиться на лівому березі річки Саксагань, вище за течією на відстані 3 км розташоване село Шевченківське, нижче за течією на відстані 0,5 км розташоване селище Коломійцеве, на протилежному березі — місто Кривий Ріг. Поруч проходить автомобільна дорога Т 0434.

## Населення
За переписом населення України 2001 року в селищі мешкало 496 осіб наявного населення.

### Мова
Розподіл населення за рідною мовою за даними перепису 2001 року:
| Мова            | Кількість | Відсоток |
| --------------- | --------- | -------- |
| українська      | 437       | 82.61%   |
| російська       | 90        | 17.01%   |
| румунська       | 1         | 0.19%    |
| інші/не вказали | 1         | 0.19%    |
| Усього          | 529       | 100%     |